# Tough Enough
Tough Enough é o primeiro compacto do álbum Traces of Sadness, da banda estoniana Vanilla Ninja.

## Desempenho nas paradas musicais
| Parada                  | Melhor posição |
| ----------------------- | -------------- |
| Finland Singles Top 20  | 11             |
| Germany Singles Top 100 | 13             |
| Austria Singles Top 75  | 16             |
| Swiss Singles Top 100   | 52             |